# Coldplay
Coldplay je alternativna rock skupina iz Londona, ki sta jo leta 1996 pod imenom Pectoralz ustanovila frontman Chris Martin in kitarist Jonny Buckland. Ko sta se jima pridružila še basist Guy Berryman in bobnar Will Champion, so spremenili ime skupine v Coldplay.
Njihova glasba je velik komercialni uspeh; do danes so prodali preko 50 milijonov izvodov albumov in prejeli tudi več glasbenih nagrad, med njimi sedem grammyjev.

## Ustanovitev in prva leta (1996–1999)
Člani skupine so se spoznali med študijem na univerzitetnem kolidžu v Londonu ter leta 1996 ustanovili skupino. Martin je študiral antično zgodovino, Buckland matematiko, astrofiziko ter astronomijo in Champion antropologijo. V nasprotju z njimi, Berryman, ki je sprva študiral za inženirja in kasneje arhitekturo, ni dokončal študija. Chris Martin in Jonny Buckland, ki sta se spoznala na informativnih dnevih, namenjeni brucom na kolidžu, sta bila tudi prva člana skupine. Sprva sta igrala v skupini pod imenom „Pectoralz“, dokler se jima ni pridružil sošolec Guy Berryman. Kasneje so ustanovili skupino „Starfish“ ter pod tem imenom nastopali po manjših klubih v Camdnu. Phil Harvey, Chrisov študijski kolega in prijatelj, je kasneje prevzel vlogo menedžerja skupine. Marca 1998 je bil izdan Safety (EP), ki je bil izdan v le 500 izvodih. Ker pa so ga uporabili kot demo, je nazadnje v javno prodajo šlo zgolj 50 izvodov, s čimer EP predstavlja redkost in je visoko cenjen med zbiratelji. Coldplay so zato z majhno neodvisno založbo Fierce Panda Records podpisali pogodbo ter februarja 1999 objavili EP Brothers and Sisters, ki je bil posnet v samo štirih dneh.
V istem času je skupina podpisala pogodbo za pet albumov z založbo Parlophone, pod okriljem katere deluje še danes. Po nastopu na festivalu v Glastonburyju so se fantje zaprli v studio, da bi posneli svoj tretji EP The Blue Room, ki je šel v prodajo oktobra z naklado 5000 izvodov. Pri njegovem nastajanju pa so v skupini izbruhnila nesoglasja, pri čemer je Martin odgnal Championa iz skupine, vendar se je ta kmalu vrnil. Da bi se izognili nadaljnjim nesoglasjem, so uvedli naslednji pravili: 1. dobiček se enakomerno porazdeli med člane skupine, 2. zloraba drog vodi do izključitve.

## Komercialni prodor (2000–2006)
Prvi album Parachutes je takoj postal komercialen uspeh in tudi pri kritikih naletel na pohvale. Istega leta je bil album nominiran za Mercury Music Prize in 2001 slavil zmago na grammyjih v kategoriji najboljši alternativni album. Do danes je bil po svetu prodan v 9 milijonih izvodov, v Združenem kraljestvu pa se je 33 tednov obdržal na lestvici top desetih. S to ploščo si je skupina ustvarila ime in se jo pogosto primerja z rojaki Radiohead. 
A Rush of Blood to the Head, drugi album iz leta 2002, je bil veliko bolj celovit – z več rock elementi – in bolj intelektualen kot debitantski album ter ob tem prepričal kritike in postal velik uspeh. Prejel je tudi dva grammyja, in sicer v kategoriji za najboljši alternativni album in za najboljšo pesem In My Place ter zasedel prva mesta tako na nemških kot tudi na angleških lestvicah albumov, v ZDA pa se je zavihtel na peto mesto. Z več kot 13 milijoni prodanih izvodov albuma je skupini uspelo preseči uspeh debija. 
S X&Y, svojim tretjim studijskim albumom, je skupina utrdila uspeh prvih dveh albumov. Z 8,3 milijoni prodanih izvodov po svetu je bil album najbolje prodajani album leta 2005, do danes pa je bilo na spletu prodanih že več kot 11 milijonov izvodov. Vendar pa je skupina že samo z izdajo svoje prve pesmi Speed of Sound širom sveta poskrbela za velik hit. Tako se je prvič zavihtela na lestvico top desetih na ameriški Billboard lestvici in lestvico top dvajsetih na nemški glasbeni lestvici ter s skladbo Speed of Sound zmagala na MTV Europe Music Award leta 2005 v kategoriji najboljša pesem. Junija istega leta so skupini v Združenem kraljestvu onemogočili zasedbo prvih mest lestvic, potem ko je bila objavljena prva komercialna pesem kot melodija zvonenja. Hkrati je Speed of Sound dosegel večjo prepoznavnost kot uradna himna pokala konfederacij 2005, ki ga je predvajala ZDF. Na albumu X&Y se skupaj s pesmijo Talk nahaja tudi predelava pesmi Computer Love düsseldorfskih pionirjev elektronike, skupine Kraftwerk. 2. julija 2005 je skupina nastopila na koncertu Live-8 v Londonu, kjer je poleg svojih pesmi In My Place in Fix You v sodelovanju z Richardom Ashcroftom zapela Bitter Sweet Symphony skupine The Verve.

## Sodelovanje z Brianom Enom (2007–danes)
Na četrtem albumu Viva la Vida or Death and All His Friends je sodeloval tudi koproducent Brian Eno, ki je skupini, ko je že razmišljala o razhodu, nudil podporo. V Nemčiji je album izšel 13. junija 2008, že od 6. junija pa je bil na voljo na uradni strani skupine na MySpacu na voljo za pokušino. Pesmi iz CD-ja se razlikujejo od zgodnejših, tako da je slog težko primerjati s tistim s prejšnjih albumov. Poleg tega se na albumu nahajata tudi dve t. i. skriti pesmi (hidden tracks) in sicer Chinese Sleep Chant ter The Escapist. 29. aprila je bila za brezplačen prenos izdana pesem Violet Hill, ki je bila v Nemčiji od 9. maja dostopna tudi v prodaji.  
Za naslovnico albuma je bila izbrana slika Eugena Delacroixa Svoboda vodi ljudstvo, ki jasno izpostavlja takratna stremenja ljudstva po liberalizmu in svobodi ter prikazuje ulične poboje med julijsko revolucijo, ko je meščanstvo kljub izgubljanju boja hotelo doseči svobodo in si izboriti pravico do soodločanja kot ugovor absolutistični oblasti Karla X.. Preko slike je v značilnih potezah natisnjen zapis Viva la Vida. Skupini je uspelo ne le, da se je njihov album v številnih državah povzpel na prvo mesto lestvic, temveč tudi, da je s pesmijo Viva la Vida prvič zasedla vrh lestvic v Veliki Britaniji in ZDA. Zato ne preseneča, da je bila skupina leta 2009 ena od favoritinj na podelitvi grammyjev. Na koncu je od sedmih nominacij slavila trikrat, pesem Viva la Vida pa je bila okronana za najboljšo pesem in najboljši nastop pop skupine, album pa za najboljši rock album.****
Coldplay so s koncertom v Londonu 16. junija 2008 začeli svojo Viva-la-Vida-turnejo, svetovno turnejo, ki so jo nadaljevali s koncerti v Veliki Britaniji, Združenih državah, Kanadi, na Japonskem, v Franciji, Španiji, Nemčiji (Mannheim, Köln, Hamburg, Berlin, München), Avstriji, na Madžarskem, Češkem, Švedskem, Norveškem, v Švici, Italiji, na Nizozemskem in v Belgiji ter jo 15. februarja 2009 končali v Osaki, na Japonskem. Istega leta so bili v okviru Prospekt's March turneje organizirani nekateri dodatni koncerti, med drugim v Hannovru, Düsseldorfu in Münchnu. 
5. decembra 2008 je newyorški kitarski virtuoz Joe Satriani obtožil skupino, da pesem Viva la Vida v sledenju akordov, harmoniji in dinamiki posnema njegovo delo If I Could Fly (Is There Love in Space?) iz leta 2004, vendar so septembra naslednje leto vpleteni dosegli zunajsodno poravnavo in postopek je bil zaključen. 
Poleg tega je glasbenik Sammie Lee Smith proti skupini vložil obtožbo glede plagiatorstva. Po njegovih pričevanjih naj bi bile pesmi Yellow, Trouble in Clocks nezakonito odtujene in uporabljene. Proces bo potekal v Los Angelesu.
V začetku leta 2010 je Chris Martin izrazil željo, da bi peti album izšel do Božiča, vendar mu je glasbena založba EMI nemudoma prepovedala objavo takšnih napovedi. 1. decembra istega leta je bila objavljena nova pesem Christmas Lights. Konec maja 2011 je bila za 5. junij napovedana izdaja pesmi Every Teardrop is a Waterfall. Navdih je predstavljala pesem Petra Allensa I Go to Rio, ki je služila kot predloga za z zlato ploščo nagrajen poletni hit leta 1990 nemške avtorice Verone Pooth oz. Chocolate (sproducirana s strani DJ-a Alexa Christensena). V prejšnjih intervjujih s skupino je kmalu postalo jasno, da bo pesem izdana na petem studijskem albumu. 3. junija 2011 je skupina nastopila na osrednjem odru nemškega glasbenega festivala Rock im Park in predstavila novo pesem in do tedaj še neizdane pesmi US Against the World, Hurts Like Heaven, Major Minus in Charlie Brown.
EP Every Teardrop Is A Waterfall je bil izdan 26. junija istega leta kot CD in vinil verzija z dodano novo pesmijo Major Minus. Digitalna verzija paketa, ki jo je mogoče naročiti v i-Tunes trgovinah, vsebuje tudi dodano pesem Moving to Mars. 12. avgusta je bil peti album Mylo Xyloto tudi uradno potrjen in bil v Nemčiji uradno izdan 21. oktobra. V Veliki Britaniji je bil za dan izdaje albuma napovedan 24. oktober. 
19. septembra je skupina napovedala evropsko turnejo s tremi koncerti v Nemčiji (Köln, Frankfurt in Berlin), nekaj dni prej pa je bila izdana druga pesem iz novega albuma Paradise, katerega uvod je navdihnila zgodnja Roxettina pesem Wish I could fly ter takoj sprožila nove govorice o plagiatorstvu. Decembra je skupina objavila datume za svojo evropsko turnejo, ki  bo potekala od nogometnih igrišč in ostalih prizorišč do Nemčije, Italije, Španije, Anglije, Poljske, Češke, Švedske, Nizozemske in Švice.

## Albumi
Do sedaj so izdali sedem studijskih albumov in sicer:
- Parachutes (2000)
- A Rush Of Blood to the Head  (2002)
- X&Y (2005)
- Viva la Vida or Death and All His Friends (2008)
- Mylo Xyloto (2011)
- Ghost Stories (2014)
- A Head Full of Dreams (2015)
- Everyday Life (2019)
- Music of the Spheres (2021)
- Moon Music (2024)